# ویرایش ویکی‌پدیا توسط ویکی-پی‌آر
ویکی-پی‌آر یک شرکت مشاور بود که سابقاً قابلیت ویرایش در ویکی‌پدیا را با استفاده از «...ویرایش مستقیم صفحهٔ شما با استفاده از شبکهٔ ویرایشگران تثبیت‌شده و مدیر[ان] ویکی‌پدیا» ارائه می‌کرد. این شرکت به‌همراه تمام کارمندان، پیمانکاران و صاحبان آن به‌دلیل ویرایش غیراخلاقی از ویرایش تحریم شدند. علی‌رغم تحریم، این شرکت همچنان (تا سپتامبر ۲۰۱۹) مشغول به تبلیغ قابلیت خود در خصوص مشاوره به مشتریان دربارهٔ نحوهٔ تعامل با اجتماع ویکی‌پدیا بوده‌است.
این شرکت در سال ۲۰۱۳ و پس از یک تحقیقات زاپاس‌بازی مربوط به این شرکت آشکار شده و بیش از ۲۵۰ حساب کاربری ویکی‌پدیا در نتیجهٔ آن بسته شده یا تحریم شدند. بنیاد ویکی‌مدیا در نتیجهٔ این تحقیقات، شرایط و مقررات سرویس‌دهی خود را تغییر داده و تمام کسانی که در برابر دستمزد در ویکی‌پدیا مشارکت می‌کنند را ملزم به فاش‌سازی این موضوع کرد.

## شرکت
ویکی-پی‌آر در سال ۲۰۱۰ توسط داریوس فیشر، مدیر عملیات فعلی آن، و جوردن فرنچ، مدیر عامل اجرایی فعلی، بنیان گذاشته شد. مشتریان تأییدشدهٔ این شرکت شامل پرایس‌لاین و عماد رحیم هستند و تعداد زیادی مشتری احتمالی هم وجود دارد. این شرکت ادعا کرده که در ویکی‌پدیا دسترسی مدیریتی داشته و با استفاده از این دسترسی، توانسته به بیش از ۱۲٬۰۰۰ مشتری خدمات ارائه دهد. گزارش شده که ویکی-پی‌آر برای جذب مشتریان جدید، از «بازاریابی شدید ایمیلی» استفاده می‌کند.

## تحقیقات و واکنش شرکت
یک تحقیقات زاپاس‌بازی در ویکی‌پدیا، که در سال ۲۰۱۲ آغاز شد، صدها حساب را در این موضوع درگیر کرد. درگیر بودن ویکی-پی‌آر پس از گفتگوی محرمانهٔ چهار مشتری ویکی-پی‌آر با سیمون اونز، روزنامه‌نگار دیلی دات، و گفتگوی پرایس‌لاین.کام و عماد رحیم با مارتین رابینز، روزنامه‌نگار وایس، تأیید شد. علاوه بر نقض قوانین ضد زاپاس‌بازی در ویکی‌پدیا، با ارجاع مقالات به منابع بنیان‌شده بر مزرعه محتوای تجاری و وبگاه‌های دیگری که مشارکت هر کاربر اینترنتی را می‌پذیرند قوانین ویکی‌پدیا را نقض کرده و حس باورپذیری نادرستی به‌وجود آورده‌است. وبگاه‌های یکسانی در مقالات مختلف استفاده شده و این استفاده به محققان در یافتن مقاله‌های هدف این شرکت کمک کرده‌است.
این تحقیقات منجر به بستن صدها حساب کاربری در ویکی‌پدیا توسط اجتماع ویکی‌پدیا شد؛ چرا که احتمال داشت این حساب‌ها به ویکی-پی‌آر متصل بوده و اقدام به نقض قوانین ویکی‌پدیا کرده‌اند.

در سال ۲۰۱۴، نیویورک تایمز شیوه‌های ویکی-پی‌آر را اینگونه توصیف کرد:
(ویکی-پی‌آر) از افراد زیادی با هویت‌های مختلف استفاده می‌کند تا صفحه‌هایی را برای مشتریانی که پول پرداخت کرده‌اند ویرایش کرده و آن صفحه‌ها را مدیریت کند. زاپاس‌های پولی آمادهٔ حمله به ویرایش‌های ناسازگار با میل مشتری هستند.
فرنچ در وال‌استریت جورنال بیان کرد که ویکی-پی‌آر یک شرکت محقق و نویسندگی است که به مشتریان دربارهٔ «نحوهٔ پایبندی به قوانین ویکی‌پدیا» مشاوره می‌دهد. فرنچ اعلام کرد که اعمال پولی او بخشی از «اساس» ویکی‌پدیا بوده و کار داوطلبان بدون دریافت دستمزد را کامل می‌کند. فرنچ تصدیق کرد که ویکی-پی‌آر گاهی تصمیمات نادرستی دربارهٔ سرشناسی مقالات گرفته‌است. او گفت که «ما به صدها ویرایشگر برای کارشان دستمزد پرداخت می‌کنیم—آن‌ها زاپاس نیستند، بلکه افرادی واقعی هستند». با توجه به گزارش اینترنشنال بیزینس تایمز، ویکی-پی‌آر مرتکب «همزاد بازی»—عملی که در آن ویرایشگران به‌طور غیرقانونی افراد دیگری را برای پشتیبانی از نظرشان تشویق می‌کنند—شده‌است و در کنار آن، مقاله‌ها را در وبگاه‌های برخط قرار داده تا ظرفیت کسب سرشناسی مشتریانش را بالا ببرد.

## واکنش ویکی‌پدیا و ویکی‌مدیا
از ۲۵ اکتبر ۲۰۱۳، ویکی-پی‌آر، شامل تمام کارمندان، پیمانکاران و صاحبان آن، از ویکی‌پدیا تحریم شده‌اند. سو گاردنر، مدیر اجرایی سابق بنیاد ویکی‌مدیا، بیان کرد که بنیاد در حال بررسی گزینه‌های موجود است. در ۱۹ نوامبر ۲۰۱۳، شرکت حقوقی ویکی‌مدیا، کولی ال‌ال‌پی، نامه‌ای برای ویکی-پی‌آر ارسال کرده و در آن درخواست کرد که فعالیت‌های خلاف قوانین ویکی‌پدیا در این شرکت متوقف شده و از سر گرفته نشود. فرنچ به گاردین گفت که ویکی-پی‌آر «در حال کار با بنیاد ویکی‌مدیا و مشاوران آن برای حل این مشکل» است، و ابراز امیدواری کرد که در هفتهٔ بعد از آن بتواند به اطلاعات بیشتری دست یابد. بنیاد ویکی‌مدیا ارتباط با ویکی-پی‌آر را تأیید کرد، اما هرگونه مذاکره‌ای با ویکی-پی‌آر از طرف بنیاد رد شده و تصمیم‌گیری در خصوص ادامهٔ فعالیت این شرکت به اجتماع ویکی‌پدیا واگذار شد.
در ژوئن ۲۰۱۴، بنیاد ویکی‌مدیا شرایط و مقررات سرویس‌دهی خود را به‌روز کرده و در کنار ممنوع کردن ویرایش در برابر دستمزد فاش‌نشده، فاش‌سازی چنین ویرایش‌هایی را برای تمام ویرایشگران الزامی کرد. در بیانیهٔ وبلاگ بنیاد در خصوص این تغییر، اعلام شد که ویرایش طرفدارانهٔ در برابر دستمزد و فاش‌نشده عملی است که می‌تواند اعتماد داوطلبان و خوانندگان ویکی‌مدیا را از بین ببرد. بنیاد ویکی‌مدیا همچنین اعلام کرد که آن‌ها «نگرانی‌های جدی در خصوص نحوهٔ اثرگذاری این ویرایش‌ها روی بی‌طرفی و اعتبار ویکی‌پدیا» دارند. در سال ۲۰۱۴، تعداد زیادی از شرکت‌های روابط عمومی از رهنمودهای تازهٔ ویکی‌پدیا پیروی کردند.ّ